# Mara Valdinosi
Mara Valdinosi (Cesena, 21 dicembre 1959) è una politica italiana.

## Biografia

### Elezione a senatrice
Alle elezioni politiche del 2013 è candidata al Senato della Repubblica, nelle liste del Partito Democratico nella circoscrizione Emilia-Romagna, risultando tuttavia la prima dei non eletti.
Il 16 ottobre 2014 diviene senatrice subentrando a Rita Ghedini, le cui dimissioni erano state accettate dal Senato.
È membro della 10ª Commissione permanente (Industria, commercio, turismo) e della Commissione parlamentare per l'infanzia e l'adolescenza.
Non è più ricandidata in Parlamento alle elezioni politiche del 2018, in quanto esclusa dalle liste del Partito Democratico.